# Tetragnatha mandibulata
Tetragnatha mandibulata este o specie de păianjeni din genul Tetragnatha, familia Tetragnathidae, descrisă de Charles Athanase Walckenaer în anul 1842. Conform Catalogue of Life specia Tetragnatha mandibulata nu are subspecii cunoscute.

## Galerie

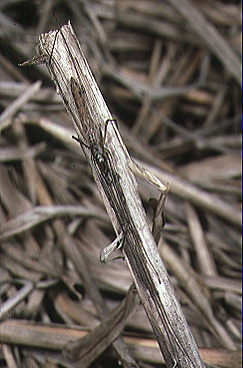
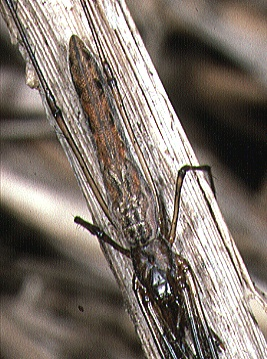
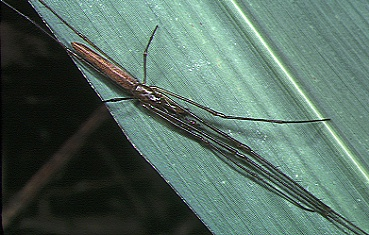
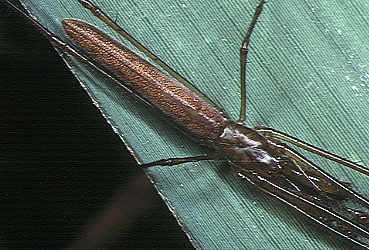